# Нырок (тендер)
«Нырок» — тендер Черноморского флота Российской империи, находившийся в составе флота с 1839 по 1855 год. Во время службы принимал участие в действиях флота у кавказского побережья и использовался в качестве брандвахтенного судна. Во время Крымской войны был затоплен на еникальском фарватере в рамках неудачной попытки заграждения Керченского пролива от входа объединённой англо-французской эскадры в Азовское море.

## Описание судна
Парусный одномачтовый тендер с деревянным корпусом. Длина судна составляла 19,5 метра, ширина — 6, метра, осадка 3 метра, а глубина интрюма — 3,2 метра. Вооружение тендера состояло из 10 орудий, включавших две 3-фунтове чугунные пушки и восемь 12-фунтовых карронад.

## История службы
Тендер «Нырок» был заложен на стапеле Севастопольского адмиралтейства 22 октября (3 ноября) 1838 года и после спуска на воду 3 (15) июля 1839 года вошел в состав Черноморского флота России. Строительство вёл кораблестроитель подполковник А. П. Прокофьев.
В кампании с 1841 по 1850 год в составе отрядов кораблей Черноморского флота ежегодно участвовал в действиях Черноморского флота у Кавказского побережья. В том числе с 7 октября (19 октября) по 10 (22) октября 1841 года находился в сотставе отряда под командованием контр-адмирала М. Н. Станюковича, который с моря осуществлял поддержку продвижения сухопутных войск генерал-майора И. Р. Анрепа-Эльмпта от укрепления Святого Духа до Навагинского укрепления. В 1842 и 1848 годах использовался в качестве крейсерского судна.
В кампании с 1851 по 1855 год использовался в качестве брандвахтенного судна в Феодосии и Еникале. К началу кампании 1855 года на тендере проводился небольшой ремонт, который был быстро завершен. Однако о боевых действиях участия не принимал и в том же году совместно с тендером «Струя», конфискованным английским купеческим судном «Консилио» (англ. Consilio) и ещё семью нагруженными камнем парусными судами использовался для заграждения еникальского фарватера, который выполнялся в рамках попытки заграждения фарватеров Керченского пролива, для защиты Азовского моря от входа в него неприятельских судов. Совместно с тендером «Струя» на буксире парусно-винтовой шхуны «Аргонавт» был доставлен до места затопления на фарватере, где 2 (14) и 3 (15) мая 1855 года оба тендера были затоплены. Однако полностью провести заграждение фарватера не удалось в связи с недостатком судов и иных необходимых материалов, а уже построенное было разрушено штормами, также одно из судов не успели затопить до начала кампании.
Экипаж тендера совместно с командами тендера «Струя», шхуны «Унылая», лоц-шхун «Астролябия» и «Секстан», а также еникальской баржи в последующем вошли в 4-ю ластовую роту таганрогского сводного морского батальона под общим командованием бывшего командира парохода «Боец» капитана 2-го ранга А. Е. Данилевского, при этом самой ротой командовал поручик Д. Витвицкий, ранее служивший на «Аргонавте». В кампанию 1855 года батальон принимал участие в обороне Таганрога от действий сводной англо-французской эскадры, действовавшей в Азовском море.

## Командиры судна
Командирами тендера «Нырок» в составе Российского императорского флота в разное время служили:
- лейтенант, а с 19 апреля (1 мая) 1842 года капитан-лейтенант Н. В. Ловягин (с 1841 года до июля 1842 года)[13];
- лейтенант И. П. Комаровский (с июля 1842 года)[14];
- лейтенант П. И. Дергачев (1843—1844 годы)[15];
- лейтенант, а с 6 (18) декабря 1846 года капитан-лейтенант Н. К. Бракер (1845—1847 годы)[16];
- капитан-лейтенант П. Ф. Макаров (1848 год)[17];
- лейтенант, а с 6 (18) декабря 1849 года капитан-лейтенант Н. М. Гувениус (1849—1850 годы)[18];
- лейтенант, а с 1852 года капитан-лейтенант Н. Д. Дирин (1851—1854 годы)[19];
- капитан-лейтенант А. А. Ивков (1855 год)[20].